# Alligator Island
Alligator Island – niezamieszkana wyspa w Zatoce Frobishera, w Archipelagu Arktycznym, w regionie Qikiqtaaluk, na terytorium Nunavut, w Kanadzie. W pobliżu Alligator Island położone są wyspy: Algerine Island, Camp Island, Culbertson Island, Frobisher's Farthest, Low Island, Mark Island, McAllister Island, McBride Island, Metela Island, Mitchell Island, Pan Island, Peak Island, Pink Lady Island i Precipice Island.